# Leucochloris albicollis
El colibrí gargantilla, picaflor garganta blanca o picaflor de cuello blanco (Leucochloris albicollis) es una especie de ave apodiforme de la familia Trochilidae —los colibríes—, la única perteneciente al género monotípico Leucochloris'.  Es nativa del centro oriental de América del Sur.

## Distribución y hábitat
Se distribuye por el extremo oriental de Bolivia, este de Paraguay, este de Brasil (desde el este de Minas Gerais y sur de Espírito Santo hasta Río Grande del Sur), Uruguay y este de Argentina donde se ha propagado llegando hasta el centro este de Buenos Aires (Mar del Plata) y hacia el oeste hasta Córdoba.
Esta especie es considerada común, particularmente hacia el este de su distribución, donde se adapta fácilmente a hábitats artificiales como parques y jardines. Los naturales incluyen los bordes de los bosques y ambientes pantanosos; también en zonas abiertas con matorrales. En altitudes desde el nivel del mar hasta los 1000 m, ocasionalmente llegando hasta los 2100 m.

## Sistemática

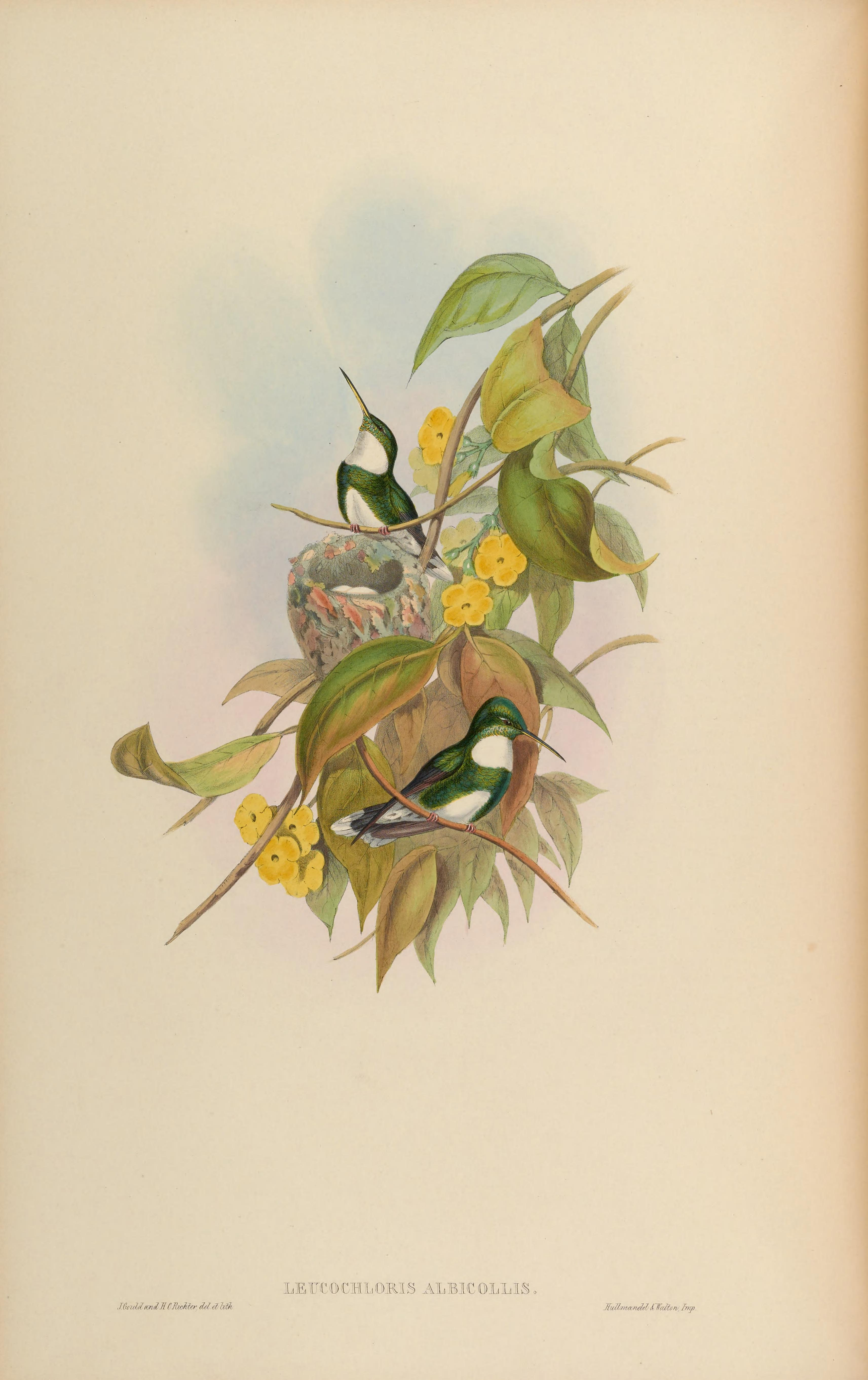
Leucochloris albicollis, ilustración de Gould y Richter en A monograph of the Trochilidae, or family of humming-birds 5, 1861.

### Descripción original
La especie L. albicollis fue descrita por primera vez por el naturalista francés Louis Pierre Vieillot en 1818 bajo el nombre científico Trochilus albicollis; su localidad tipo es: «Brasil», restringido posteriormente para «São Paulo».
El género Leucochloris fue propuesto por el ornitólogo alemán Ludwig Reichenbach en 1854.

### Etimología
El nombre genérico masculino «Leucochloris» se compone de las palabras del griego «leukos» que significa ‘blanco’ y «khlōros» que significa ‘verde’; y el nombre de la especie «albicollis» se compone de las palabras del latín «albus» que significa ‘blanco’ y «collis» que significa ‘de pescuezo’.

### Taxonomía
La forma propuesta L. malvina (Reichenbach, 1854), conocida sólo por el espécimen tipo de Río de Janeiro, puede ser un híbrido de esta especie con Chlorostilbon lucidus. Es monotípica.